# Ямамото, Май
 Май Ямамото  (яп. 山本麻衣 Ямамото Май) (род. 23 октября 1999, Хиросима, Япония) — японская баскетболистка, играющая на позиции атакующий защитник в сборной Японии по баскетболу формата 5х5 и 3х3, а также в турнире WJBL за команду Тойота Антелопс.

## Биография
Отец — бывший волейболист Кендзи Ямамото, а мать — бывшая баскетболистка Mitsubishi Electric. Старшая сестра, которая на два года старше, является профессиональной баскетболисткой в команде 3 на 3, а младший брат — бейсболист.
Мая ходила в среднюю школу Сакурака Гакуэн.
Она также выступал за молодёжные сборные Японии.

## Карьера

### Молодежные сборные
Дебют состоялся на Чемпионате мира ФИБА среди девушки до 17 лет в 2016 года в Испании Мая была лидером сборной. В среднем 33,4 минуты за игру, забивала 13,7 очков, 4 подбора и 4 передачи за игру.
В 2016 году Чемпионате Азии среди девушки до 18 лет в Таиланде завоевала серебряные медали. В среднем 28,3 минуты и забивала 12 очков за игру.

### Профессиональная карьера
В 2018 году после окончания школы она присоединилась к Тойота Антилопы.
Помогла команде победить в сезоне 2020-21 WJBL лиги.

### Сборная Японии по баскетболу
- Победитель чемпионата Азии 2021
- Отборочный турнир в феврале 2022 года на Чемпионат мира по баскетболу среди женщин 2022 участвовала в квалификации[3].

### Баскетбол 3х3 сборная Японии
- В баскетболе 3x3 она дебютировала в июле 2018 года и была выбрана в женскую сборную до 23 лет. В том же году, дошла до финала на Чемпионате мира 3×3 U-23 2018 года и выиграла серебро.
- В 2019 году она завоевал золото на чемпионате мира U-23 в баскетболе 3x3. На чемпионате мира 3×3 U-23 сборная Японии победила в финале Россию, которой проиграла в финале 2018 года. Выиграв золото, Мия была названа MVP турнира и попала в лучшую тройку. Сборная стала первой японской командой, выигравшей чемпионат мира среди мужчин и женщин.
- В мае 2021 года в квалификационном турнире баскетбол 3х3 к Олимпийским играм в Токио 2020 отобралась на турнир. Сборная заняла 3 место.
- На олимпийском турнире в Токио 2020 года сборная вышла в четвертьфинал турнира[4].

## Ссылка
- Профиль Май Ямамото на сайте ФИБА (баскетбол 3х3) (англ.)